# 本村善太郎
本村 善太郎（もとむら ぜんたろう、1887年1月15日 - 1970年6月24日）は、日本の弁護士。最高裁判所判事。佐賀県出身。

## 人物
1915年（大正4年）に京都帝国大学独法科を卒業し、すぐに弁護士になった。第一東京弁護士会に所属し、弁護活動をする一方で日本発送電会社の顧問や調停委員などを務めた。
1951年（昭和26年）4月に第一東京弁護士会の司法制度調査委員会委員長、次いで同5月に日弁連人権擁護委員会委員長となり、弱者の救済に尽くした。
1952年（昭和27年）1月に最高裁判所判事に就任。就任の際には「裁判以外に何事も関心なし。裁判を通じで法治国の体面、内容を充実したい。そして憲法を死守するのみ」と述べた。在任中に帝銀事件や三鷹事件に関与した。
1957年（昭和32年）に定年退官。
1962年（昭和37年）高千穂商科大学（現高千穂大学）代行理事兼理事長に選任
1970年（昭和45年）6月24日に東京・新宿の国立病院で胃がんにより83歳で死去。